# Miquel Mascort
Miquel Mascort Riera es un abogado y promotor cultural español.

## Biografía
Ha sido juez de distrito en Gerona. En 2002 recibió la Cruz de Sant Jordi por la intensa actividad que ha llevado a cabo, desde la ciudad de Gerona, en defensa de la lengua catalana, en organismos de carácter benéfico y singularmente, como promotor artístico al frente de la Galería de Arte El Claustre, que contribuye a dinamizar la vida gerundense con sus muestras, actividades y publicaciones.

## Presidencia del Girona FC
Del 1992 al 1993 fue presidente del Girona Fútbol Club, un período en el que el equipo gerundense se encontraba en la Segunda División B de España